# ديزي شاه
ديزي شاه (بالإنجليزية: Daisy Shah)‏ هي ممثلة هندية، ولدت في 25 أغسطس 1984 بمومباي في الهند.

## أعمال

### أفلام
- (2014) جاي هو
- (2018) سباق 3

## وصلات خارجية
- ديزي شاه على موقع IMDb (الإنجليزية)
- ديزي شاه على موقع قاعدة بيانات الأفلام العربية
- ديزي شاه على موقع ألو سيني (الفرنسية)
- ديزي شاه على موقع أول موفي (الإنجليزية)
- ديزي شاه على موقع قاعدة بيانات الفيلم (الإنجليزية)
- ديزي شاه على موقع كينوبويسك (الروسية)